# Р194 «Вячеслав Кубрак»
«Вячеслав Кубрак» (до 2021 року — «Киска»; англ. WPB-1336 «Kiska») — патрульний катер типу «Айленд» B-серії, побудований для Берегової охорони США. Названий на честь острова Киска на Алясці. В складі берегової охорони США катер перебував з 1990 по 2019 рр. під назвою «Kiska» (б/н WPB-1336)
У ВМСУ носитиме назву «Вячеслав Кубрак» на честь морського піхотинця Вячеслава Кубрака. Новий бортовий номер Р194. Таке рішення було прийнято задля увічнення пам'яті про загиблого Героя, ославлення його мужності, хоробрості та незламності, які були продемонстровані ним під час захисту своєї Батьківщини.

## Історія
Катер Берегової охорони США WPB-1336 «Kiska» базувався в порту Санта-Рита, Гуам.
Після передачі ВМС України катер увійде до складу дивізіону катерів типу «Айленд», який базуватиметься в акваторії порту «Південний».
У вересні 2021 року до США прибув сформований український екіпаж для навчання службі безпосередньо на катері, що ще проходить етап відновлення та модернізації.
22 жовтня у місті Балтимор, США, завершився курс допідготовки 5-го екіпажу патрульних катерів типу «Island». Курс допідготовки, під керівництвом іноземних інструкторів, тривав шість тижнів і був проведений на верфі Берегової охорони США.